# Hluhiv, Sokal
Hluhiv (în ucraineană Глухів) este un sat în comuna Vaniv din raionul Sokal, regiunea Liov, Ucraina.

## Demografie
Componența lingvistică a localității Hluhiv
     Ucraineană (99,79%)
     Alte limbi (0,21%)
Conform recensământului din 2001, majoritatea populației localității Hluhiv era vorbitoare de ucraineană (99,79%), existând în minoritate și vorbitori de alte limbi.